# Nassau-osztály
A Nassau-osztályú csatahajók egy dreadnought-mintájú csatahajókból álló hajóosztály volt, mely a Császári Haditengerészet (Kaiserliche Marine) számára épült. Ezek voltak az első ilyen típusú német hadihajók. Gyakran a Dreadnoughtra adott német válaszként említik őket, bár tervezésüknek attól függetlenül láttak hozzá. Az osztály egységei a Nassau, a Rheinland, a Posen és a Westfalen voltak. Mind a négy hajó gerincét 1907 közepén fektették le, és 1910 májusa és szeptembere között fejezték be az építésüket. Az első brit dreadnoughtoknál könnyebbek és szélesebbek voltak. Sebességük két csomóval kisebb volt, mivel vertikálisan elhelyezett háromszoros expanziójú gőzgépek hajtották meg őket, szemben a britek által alkalmazott nagy erejű turbinákkal. Fő fegyverzetük 28 cm-es űrmérete kisebb volt a 305 mm-es brit ellenlábasaikénál.
Szolgálatba állításuk után az I. csatahajóraj II. divízióját alkották. Egységei részt vettek az első világháború számos Északi- és Balti-tengeren végrehajtott hadműveletében. Közülük kettő, a Nassau és a Posen jelen volt az 1915-ös Rigai-öbölben vívott csatában, melynek során harcot vívtak a Szlava orosz pre-dreadnoughttal. A Nassau-osztályú hajók részt vettek az 1916. május 31-én és június 1-én vívott skagerraki csatában, melynek során csak néhány kisebb kaliberű lövedék találta el őket, és az emberveszteségeik is alacsonyak voltak. A háború után az osztály hajóit az antant-hatalmak hadizsákmányként elkobozták és lebontásra eladták őket.

## Tervezés

### Fejlesztés
A britek 1906-ban vízre bocsátották a csupa nagy ágyúkkal felszerelt csatahajót (all big gun battleship), a Dreadnoughtot, mely az összes addigi csatahajót elavulttá tette és ezzel új fejezetet nyitott az angol-német flottaversenyben. Németországban az 1900-as első flottatörvény kiegészítését 1906-ban fogadták el, még a Dreadnought vízrebocsátása előtt. Tirpitz tengernagy eredetileg hat új pre-dreadnought mintájú régi mintájú csatahajót (sorhajót) és hat új páncélos cirkáló megépítését kívánta elérni egy sor egyéb kisebb hajóé mellett. A forradalmian új Dreadnought vízrebocsátása azt jelentette, hogy minden jövőben épített újabb csatahajó jelentősen nagyobb költségeket emészt fel, mint egy pre-dreadnoughté. A Reichstag ellenállt a haditengerészet költségvetés növelésének és Tirpitznek meg kellett elégednie hat páncélos cirkálóval (melyek közül az egyiket tartalékban tartották volna) és 48 torpedónaszáddal.  Az új csatahajókról így teljesen le kellett mondania. Az új tervezetet 1906. május 19-én elfogadták. Egy héttel a kiegészítés után azonban két 18.000 tonnás csatahajó és egy 15.000 tonnás páncélos cirkáló építéséhez szükséges összeget juttattak a haditengerészetnek. A Vilmos császár-csatorna kiszélesítésére és a nagyobb hajók számára építendő dokkokra is különítettek el összegeket.
A Birodalmi Tengerészeti Hivatalnál (Reichsmarineamt) vita bontakozott ki az új hajók megépítéséről. Tirpitz a Royal Navy dreadnought mintájú csatahajóihoz hasonló egységeket akart építtetni, mert ebben lehetőséget látott Nagy-Britannia azon célkitűzésének áthúzására, miszerint nagyobb flottával kell rendelkeznie, mint az utána következő két haditengerészet flottái együttvéve (two power standard) és ezáltal növelheti Németország súlyát a világpolitikában. Emellett Tirpitz a pénzügyi keretből csatacirkálókat építtetett volna a páncélos cirkálók helyett, megtartva rájuk az utóbbi megjelölést.
A Nassau és a Westfalen volt az első két dreadnought mintájú csatahajó, melyet az 1906-07-es program keretében rendeltek meg a Blücher páncélos cirkálóval együtt. Korabeli német megjelölése a modern csatahajóknak Großlinienschiff (nagysorhajó), a Blücher páncélos cirkálóé Großer Kreuzer (nagycirkáló) volt. A csatahajó (Schlachtschiff) megjelölést csak a világháború után vették át a brit terminológiából, miután a csatavonalba felfejlődött flották összecsapását elavult taktikának minősítették.
Az 1900-ban meghozott flottatörvény második kiegészítését 1908. március 27-én fogadták el. Ebben a haditengerészet költségvetését 1 milliárd aranymárkában határozták meg és a csatahajók szolgálati idejét 25 évről 20-ra csökkentették. Utóbbi rendelkezés miatt a Siegfried- és Oldenburg-osztályú partvédő páncélosokat valamint a Brandenburg-osztályú pre-dreadnoughtokat ki kellett vonni a szolgálatból. 
Az 1870-es évek végén szolgálatba állított Sachsen-osztályú kazamatapáncélosokat is le kellett cserélni, mivel már elavultnak számítottak. Ezeket a Nassau-osztály egységeivel szándékoztak pótolni, melynek harmadik és negyedik egységét – a Posent és a Rheinlandot – az 1907-08-as flottaépítési program keretében rendelték meg.

### Fő tulajdonságok
A Nassau-osztály hajóinak hossza 146,1 méter, szélessége 26,9 méter, merülése 8,9 méter volt. A hajók hosszúság-szélesség aránya 5,45 volt, ami révén valamelyest tömzsinek számítottak más tengerészetek hasonló hadihajóihoz képest. A nagy szélesség részben a szélesebb hajótestet igénylő négy oldalt elhelyezett lövegtoronynak volt betudható. Vízkiszorításuk normál terhelés mellett 18.873 tonna, maximális terheléssel 20.535 tonna volt. A Nassaut 16 vízzáró rekesszel építették, de a másik hármat már 19-cel. Mind a négy egység dupla fenékkel rendelkezett a hajógerinc hosszának 88%-a mentén. A hajók számos csónakkal rendelkeztek, köztük egy naszáddal (picket boat), 3 dereglyével (barge), 2 bárkával, 2 kutterral és 2 dingivel. A nagy lövegtornyok következtében az osztály egységei nagy metacentrikus magassággal rendelkeztek, ami révén nagyon stabil alapot kellett volna adjanak az ágyúknak, de a kilengési periódusuk pont megegyezett az Északi-tenger hullámzásának ritmusával. Később oldalgerincekkel látták el őket, ami segített mérsékelni ezt a problémát. A kilengésre való hajlamosságuk ellenére a Nassau-osztály egységei könnyen manőverezhetőek voltak és kis fordulókörrel rendelkeztek. A nagy hullámzás csekély sebességveszteséget okozott náluk, de az erős kormányzás következtében a sebesség 70%-kal is csökkenhetett. Ehhez a sebességvesztéshez az utólag felszerelt oldalgerincek is hozzájárultak.
Az osztály egységeit a legújabb tűzvezetési rendszerrel látták el, mely révén a nehéztüzérségével is pontosan tudtak lőni nagy távolságokba is. A felszereléseik között a faanyagot javarészt fémekkel helyettesítették. További előrelépést jelentett a kábelvezetékek és vezetékrendszerek falakon átvezető nyílásainak rendszerszerű kialakítása és modernebb vészhelyzeti berendezések (tűzoltó- valamint ürítő- és elárasztó berendezések) telepítése. Az építési munkálatok kivitelezéséért August Müller felelt.

### Meghajtás
A Kaiserliche Marine lassan tért csak át a Parsons turbinák alkalmazására, melyeket a britek már a Dreadnoughtba is beépítettek. Ennek fő oka az volt, hogy Tirpitz és a haditengerészet fejlesztési részlege is ellenezte átvételüket. A fejlesztési részleg 1905-ben ezzel kapcsolatban a következőket jegyezte meg: a turbinák használata a nehéz hadihajókon nem ajánlatos. Az elutasítás fő oka valójában az anyagi megfontolás volt, mivel a turbinák gyártása terén a Parsons monopolhelyzetben volt és minden egyes turbinája után 1 millió márka jogdíjat kért. A német ipar viszont 1910-ig nem állt készen turbinák ipari méretben való gyártására. A Nassau-osztály emiatt már elavultnak számító vertikális elhelyezésű, háromszoros expanziójú gőzgépeket kapott, melyek teljesítményét 18.615 lóerőre becsülték. A hajók három, 5 méter átmérőjű háromszárnyas hajócsavarral rendelkeztek. Tervezett végsebességük 19 csomó volt, de a próbajáratok során 20,2 csomót is elértek 26.244-28.117 LE leadása mellett. Összehasonlításként a Dreadnought gőzturbinái révén 21 csomós végsebesség elérésére volt képes.
Gőzzel 12 darab Schulz-Thornycroft kazán látta el, melyek mindegyike két tűzszekrénnyel rendelkezett, összesen így 24 darabbal. A gépeket három gépházban és hat kazánházban helyezték el. Az oldalsó lövegtornyok és a lőszerraktáraik további három részre osztották a meghajtás berendezéseit, ami tovább növelte a hajó túlélési képességeit. Üzemanyagkészletük 2700 tonna szenet tett ki és később úgy módosították őket, hogy 160 tonna olajat is szállíthassanak, melyet a szénre permeteztek, fokozva annak égését. Az elektromos áramról nyolc turbó-generátor gondoskodott, melyek 225 V mellett 1280 kW teljesítményűek voltak.

### Fegyverzet

vázlat a Nassau-osztály fő tüzérségének elhelyezéséről

A vertikálisan elhelyezett expanziós gőzgépek nagy teret foglaltak el, amit lehetett volna lőszerraktárként is hasznosítani. Amennyiben a hajó középvonala mentén helyezték volna el a lövegtornyokat lépcsőzetes elrendezésben, akkor a géptermek miatt a megemelt lövegtornyokat nem tudták volna elegendő lőszermennyiséggel ellátni. Emiatt a tervezők kénytelenek voltak azokat hatszög alakban (hexagonális elrendezésben) elhelyezni. A hajók oldalára két-két lövegtornyot telepítettek, egyet-egyet előre és hátulra mindkét oldalon. Így előre és hátrafele 6-6 löveggel tudott tüzelni, míg egy teljes oldalazó sortüzet 8 löveggel adhatott le. Ez megegyezett a Dreadnought képességeivel, de eléréséhez két löveggel több szükségeltetett. Az elrendezés mögött az a megfontolás is szerepet játszott, hogy a hajók jelentős tüzérségi tartalékkal (Feuerleereserve) rendelkezhessenek. Emellett a német elgondolás szerint a többnyire párás-ködös Északi-tengeren könnyen közelharcra kerülhetett sor a szemben álló flották között, ami miatt a fegyverzet körkörös kialakítását is előnyösnek gondolták, figyelmet szentelve a nagy lövegtornyok süllyeszthetőségének, hogy azok a közelükben elhaladó ellenséges hajókat a vízvonalukon is lőhessék. Emiatt és mert a fő riválisnak tekintett Nagy-Britannia flottája jóval nagyobb számú könnyű egységgel rendelkezett, a német csatahajókat erős másodlagos tüzérséggel is ellátták. Így azok 1-2 brit könnyűcirkálóénak megfelelő plusz tűzerővel hatékonyan védekezhettek ellenük illetve támogathatták a saját rombolók harcát.
Az osztály egységei 12 darab 28 cm űrméretű, 45 kaliberhosszúságú gyorstüzelő ágyúkkal rendelkeztek. A szárnyon lévő lövegtornyok Drh LC/1906 jelzésűek voltak és 160 fokban lehetett őket elforgatni. Az első két hajó középvonal mentén elhelyezett két lövegtornya is ilyen volt, ezeket mindkét irányban 150 fokkal lehetett fordítani. A Posen és a Rheinland középvonal menti lövegtornyai már Drh LC/1907 típusúak voltak, melyek oszloptörzse hosszabb volt, mint az LC/1906-osoké. A Drh LC/1906 tornyokat és a 28 cm-es (L/45) ágyúkat 1907-ben külön az új dreadnoughtokra tervezték. Mindkét verziónál 20 fokkal lehetett megemelni a lövegeket, de az LC/1907-esekét 2 fokkal mélyebbre, -6 helyett -8 fokra is lehetett süllyeszteni. A 28 cm-es ágyúk tűzgyorsasága 3 lövés/perc volt. Az osztály harmadik és negyedik egységénél a kivetőtöltetek fő raktárát a lövedékeké fölött helyezték el. A fő tüzérség lövedékeinek tömege 302 kg volt, melyek kilövéséhez egy selyemzsákba csomagolt 26 kg-os valamint egy rézhüvelyben tárolt 79 kg-os kivetőtöltetet használtak fel. Az ágyúk a lövedékeket 855 m/s sebességgel lőtték ki és maximális lőtávolságuk 20.500 méter volt. 12.000 méter távolságból a 28 cm-es lövedékek a 200 mm vastag övpáncélzatot is át tudták ütni.
A hajó másodlagos tüzérsége 12 darab 15 cm-es (L/45) gyorstüzelő ágyúból állt, melyeket a hajó két oldalán kazamatákban helyeztek el. Előre és hátra is 80 fokkal lehetett fordítani őket. Lövedékeik 45,3 kg-osak voltak és torkolati sebességük 835 m/s volt. 19 fokos emelkedésük 14.950 méteres maximális lőtávolságot tett lehetővé. Rendelkeztek továbbá 16 darab 8,8 cm-es (L/45) tengerészeti ágyúval is, melyeket szintén kazamatákban helyeztek el. Ezek lövedéke 22 fontos volt és 650 m/s volt a torkolati sebességük. 25 fokos maximális emelkedés mellett 9,600 m volt a lőtávolságuk. 1915 után két ilyen löveget hasonló kaliberű légvédelmi ágyúra (Flak) cseréltek és 1916-17-ben a többi kazamatában lévő 8,8-as ágyút is kiszerelték. Ezek a légvédelmi ágyúk valamivel könnyebb, 21,2 fontos lövedékeket lőttek ki 765 m/s torkolati sebességgel. A lövegeket 45 fokos szögig lehetett megemelni és 11,800 m távolságban lévő célpontokat is el lehetett velük érni. A Nassau-osztály hajói rendelkeztek továbbá hat 45 cm-es víz alatti torpedóvető csővel is. Egyet-egyet a hajó orrában és tatjában helyezték el, kettőt-kettőt pedig a hajó oldalában, a torpedórekeszek végeinél.

### Páncélzat

a páncélzat elrendezését a hajók középső részén szemléltető vázlat

A páncélzat kialakításánál nagy figyelmet szenteltek a már akkor is nagy romboló erővel bíró torpedók elleni védelemnek. Ezek kivédésére egy teljesen újfajta védelmi rendszert dolgoztak ki, melyet a későbbi csatahajó-osztályoknál is alkalmaztak. A hajó külső borításának vastagsága 12 mm volt, ami mögött egy több méter széles üres tér (äußerer Wallgang – kb. "külső járat") volt. Ez a kialakítás el tudta nyelni a robbanási energia egy jelentős részét. Emögött a rész mögött egy újabb normálvastagságú vízzáró válaszfal (Wallgangschott) volt, mögötte pedig egy újabb tér (innerer Wallgang – "belső járat"), mely szén- és olajraktárként szolgált. Ez a rész további energiákat nyelt el és gondoskodott páncélozott torpedóválaszfalakat érő terhelés egyenletes elosztásáról. A Nassau-osztály esetében ennek vastagsága 20 mm volt. E kialakítás révén a német csatahajók szélessége nagyobb volt, mint más haditengerészetek csatahajói esetében, viszont sokkal jobban bírták a torpedó- illetve aknatalálatokat.
A Nassau-osztály hajóit Krupp-féle cementált páncélzattal látták el. A páncélöv vastagsága 30 cm-es volt a hajó közepén a létfontosságú berendezések mentén, a kevésbé védett helyeken pedig csak 8 cm-es volt (hajóorr, tatrész). A páncélöv mögött volt a már említett 3 cm vastag válaszfal is volt. A négy oldalsó torony és barbettáik miatt némileg komplikált volt a torpedórekeszek kialakítása. A fedélzetüket 5,5-8 cm vastag páncéllemezek védték. Az elülső parancsnoki torony teteje 8 cm, oldalai 40 cm vastag páncéllemezekből állt. A hátulsó parancsnoki tornyot jóval gyengébb páncélzat védte: felül 5 cm, oldalt 20 cm vastag. A fő tüzérség lövegtornyainak tetején a páncélzat 9 cm, oldalain 28 cm vastag volt. A másodlagos tüzérség kazamatáinak páncélzata 18 cm vastag volt és a lövegpajzsaik 8 cm-esek voltak. A hajókat ellátták torpedók elleni hálókkal is, de ezeket a skagerraki csata tapasztalatai után 1916-ban eltávolították, mivel a hajók oldalát ért találatok nyomán azok a vízbe esve a hajócsavarokra tekeredhettek.

## Építés
Az osztály négy hajóját rendelték meg Ersatz Bayern, Ersatz Sachsen, Ersatz Württemberg, és Ersatz Baden átmeneti megjelöléssel a régebbi Sachsen-osztályú páncélosok leváltására. Az első egység, a Nassau gerincét 1907. július 22-én fektették le a Kaiserliche Werftnél Wilhelmshavenben, 1908. március 7-én bocsátották vízre és 1909. október 1-én adták át a haditengerészetnek. A Westfalent nem egész egy hónappal később, 1907. augusztus 12-én kezdték el építeni az AG Wesernél Brémában, vízrebocsátására 1908. július 1-én, átadására 1909. november 16-án került sor.
Az osztály harmadik hajójának, a Rheinlandnak a gerincét fektették le elsőként 1907. június 1-én az AG Vulcan Stettinben lévő hajógyárában, de az építése lassabban zajlott és így csak 1908. szeptember 26-án került sor a vízrebocsátására. A Rheinland 1910. április 30-án csatlakozott a flottához. Az utolsóként megépített Posent a kieli Germaniawerft építette meg. Gerince lefektetésére 1907. június 11-én, vízrebocsátására 1908. december 12-én került sor és 1910. május 31-én került a flotta állományába.
 Az osztály egységei 
| Hajó      | Építő                            | Névadó tartomány | Hajógerinc lefektetése | Vízrebocsátás        | Átadás             | Hajó sorsa                       |
| --------- | -------------------------------- | ---------------- | ---------------------- | -------------------- | ------------------ | -------------------------------- |
| Nassau    | Kaiserliche Werft, Wilhelmshaven | Hessen-Nassau    | 1907. július 22.       | 1908. március 7.     | 1909. október 1.   | lebontották Dordrechtben (1920)  |
| Westfalen | AG Weser, Bréma                  | Vesztfália       | 1907. augusztus 12.    | 1908. július 1.      | 1909. november 16. | lebontották Birkenheadben (1924) |
| Rheinland | AG Vulcan, Stettin               | Rheinland        | 1907. június 1.        | 1908. szeptember 26. | 1910. április 30.  | lebontották Dordrechtben (1920)  |
| Posen     | Germaniawerft, Kiel              | Posen            | 1907. június 11.       | 1908. december 13.   | 1910. május 31.    | lebontották Dordrechtben (1922)  |

## Szolgálatban

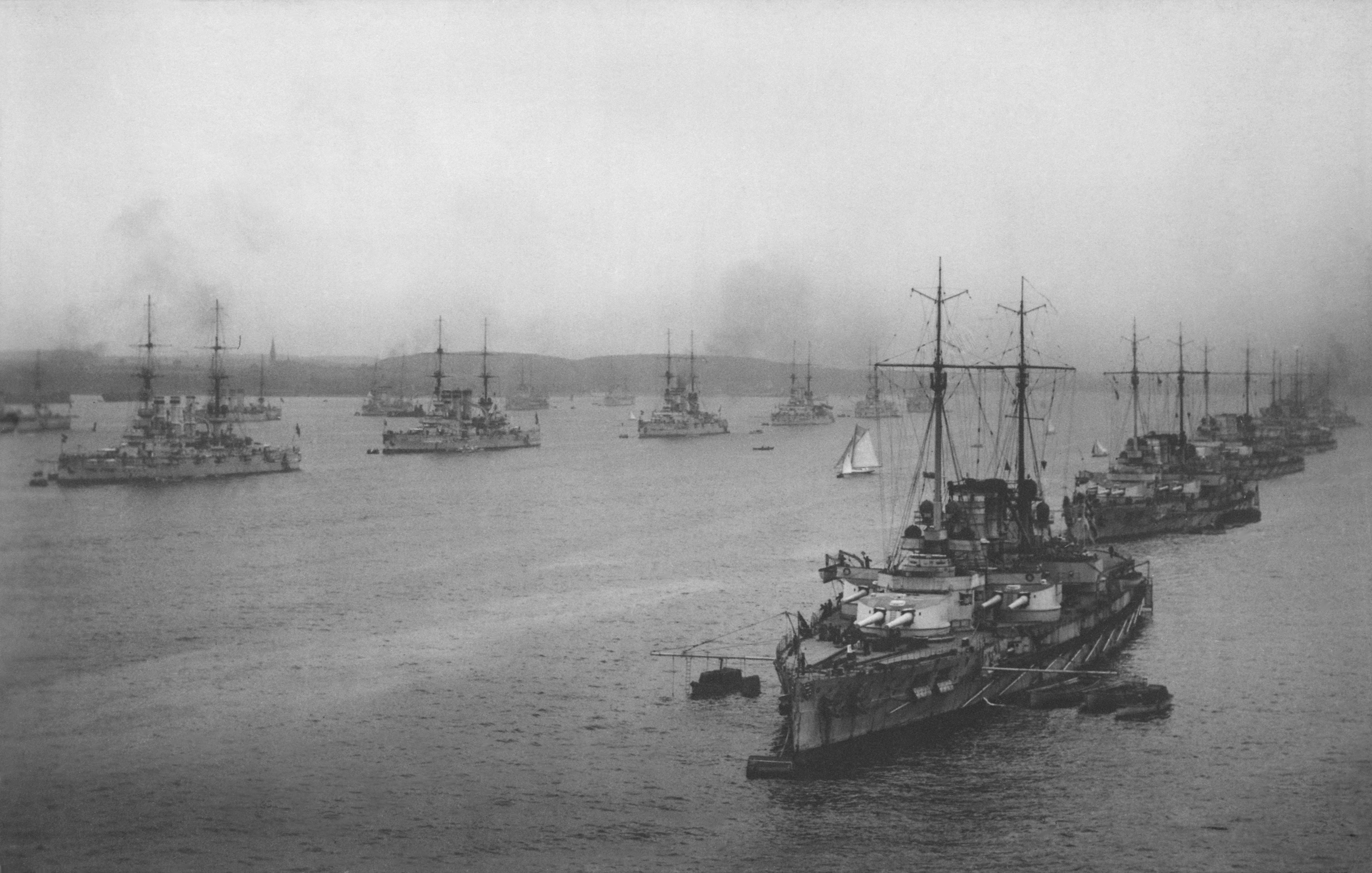
a négy Nassau-osztályú csatahajó (jobb oldalt lent) az I. csatahajóraj és a II. csatahajóraj egységeivel még a háború kitörése előtt

A Nassau-osztály hajói a német Nyílt-tengeri Flotta (Hochseeflotte) kötelékében egy egységként tevékenykedtek: az I. csatahajóraj (Geschwader I) I. divízióját (Division I) alkották. A világháború során számos hadműveletben részt vettek az Északi-tengeren, köztük az 1916. május 31-ei hadműveletben is, mely a skagerraki csatához vezetett. A hajók a Balti-tengeren kevesebb hadműveletben vettek részt, ezek közül a legjelentősebb a Rigai-öbölben vívott és megszakított csata volt.

### Rigai-öböl
1915 augusztusában a német flotta kísérletet tett a Rigai-öböl megtisztítására, hogy ezzel megkönnyítse Riga elfoglalását. Ehhez a tervek szerint meg kellett semmisíteni vagy el kellett űzni az öbölben tartózkodó orosz hadihajókat, köztük a Szlava pre-dreadnoughtot és számos ágyúnaszádot valamint rombolót, majd pedig az északi részen lévő szorosok elaknásításával meg kellett akadályozni, hogy újra bejuthassanak az öbölbe.
A támadáshoz a négy Nassau-osztályú csatahajó mellett a Helgoland-osztály négy csatahajóját valamint a von der Tann, Moltke és Seydlitz csatacirkálókat helyezték át a Balti-tengerre. A nyolc csatahajónak kellett biztosítania az orosz flottillával harcba bocsátkozó erőket. A támadást a tervezett augusztus 8-ai időpontban nem tudták végrehajtani, mivel az orosz aknamezők megtisztítása túl sok időt vett igénybe és a Deutschland aknarakó nem tudta megközelíteni az aknák telepítésére kijelölt pozíciót.
Augusztus 16-án újabb próbálkozást tettek az öbölbe való behatolásra: a Nassau és a Posen, négy könnyűcirkáló és 31 romboló betört az öbölbe. 
A támadás első napján a német T46 jelű aknaszedő és a V 99 romboló elsüllyedt. Augusztus 17-én a Nassau és a Posen tűzpárbajt vívott a Szlavával és miután három találatot elértek rajta az orosz csatahajó visszavonult. Három nap alatt az orosz aknamezőket megtisztították és augusztus 19-én a német kötelék behatolhatott az öbölbe, azonban az antant tengeralattjáróinak jelenlétéről érkező információk másnap visszavonulásra késztették őket.

### Skagerrak
Az osztály egységei részt vettek a skagerraki csatában (1916. május 31.-június 1.). Az összecsapás nagy részében az I. csatahajóraj a német csatavonal közepén helyezkedett el, Paul Behncke ellentengernagy III. csatahajóraja mögött és Franz Mauve ellentengernagy pre-dreadnoughtokból álló II. csatahajóraja előtt haladva. A divíziót vezető Walter Engelhardt ellentengernagy zászlóshajójaként a Posen szolgált.

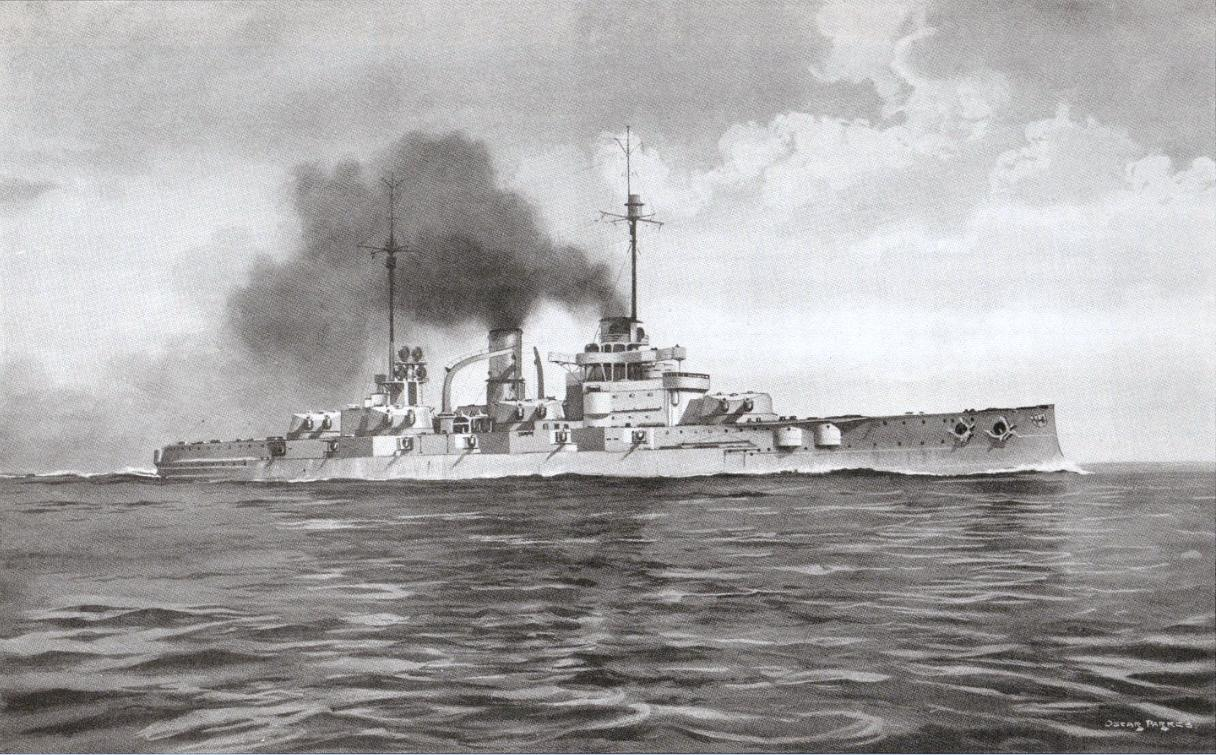
azonosíthatóság céljából a Royal Navy által készíttetett rajz a Nassauról

Éjfél körül a Nassau harcérintkezésbe került a brit a Spitfire rombolóval és megpróbálta legázolni azt.  A Spitfire igyekezett kitérni előle, de nem volt hozzá elég gyors és a két hajó összeütközött.  A Nassau az elülső 28 cm-es ágyúival tüzet nyitott a rombolóra, de azokat nem lehetett a kellő szögben süllyeszteni ahhoz, hogy eltalálják az ilyen közel lévő kis célpontot. A torkolattűz légnyomása azonban így is súlyos károkat okozott a rombolóban, elpusztítva annak parancsnoki hídját. Ekkor a Spitfire el tudott válni a Nassautól egy 6 méteres páncéllemezt leszakítva róla. Az ütközés következtében az egyik 15 cm-es ágyú használhatatlanná vált és vízvonal felett egy 3,5 méteres rés keletkezett, ami miatt a sérülés kijavításáig 15 csomóra kellett mérsékelni a sebességét.
Ugyanekkor a Posen véletlenül neki ütközött az Elbing könnyűcirkálónak és léket ütött rajta a vízvonal alatt. A betörő víz elöntötte a géptermét és emiatt mozgásképtelenné vált. A kapitánya elsüllyesztette az Elbinget, hogy az ne kerülhessen a britek kezére. Röviddel 01:00 után a Nassau és a Thüringen voltak az első csatahajók, melyek tüzet nyitottak az eltévedt és a német csatavonalba besorolni igyekvő Black Prince páncélos cirkálóra. A Thüringen nyitott elsőként tüzet és fő tüzérségével 27, másodlagos tüzérségével 24 találatot ért el rajta. A Nassau és az Ostfriesland, majd pedig a Friedrich der Große is csatlakozott hozzá hamarosan. Erre egy német szemtanú így emlékezett vissza:
|  | „ (A Black Prince) félelmetes és megkapó látványt nyújtott, ahogy a csatavonal mellett elmaradva vadul lángolt, majd több kisebb robbanás után egy hatalmas detonációval eltűnt a víz színéről teljes legénységével együtt. ” |
|  | |

A hajó roncsa közvetlenül a Nassau előtt volt és elkerüléséhez élesen a III. csatahajóraj irányába kellett manővereznie. Teljes hátramenetre kellett váltania, hogy a Kaiserin csatahajóval elkerülje az ütközést. Emiatt kiesett a csatavonalban elfoglalt helyéről és a Hessen és a Hannover régi csatahajók (sorhajók) közé tudott besorolni. 
A német vizekre való visszatérés után a Nassau, a Posen, és a Westfalen a Helgoland-osztály két egységével (Helgoland és Thüringen) a Jade torkolatánál vett fel védelmi állást éjszakára. A Nassau-osztályú hajókat a csata során csak néhány kisebb kaliberű találat érte: a Nassau két találatot szenvedett el, a Westfalen és a Rheinland egyet-egyet, míg a Posen teljesen sértetlenül került ki a küzdelemből.

### Későbbi hadműveletek

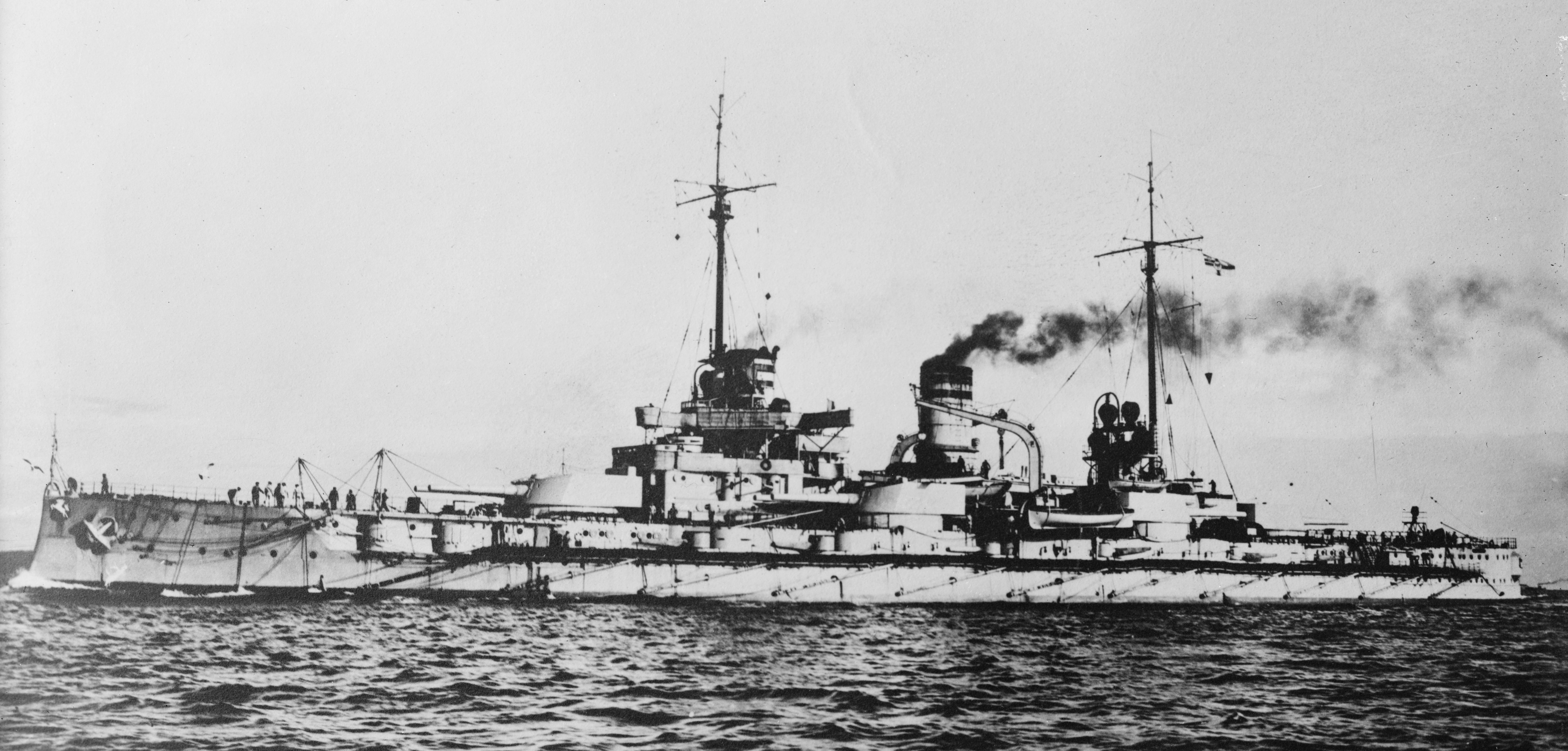
a Westfalen 1917 előtt

Skagerrak után nem egész két hónappal a Hochseeflotte 1916. augusztus 19-ei előretörésekor a Westfalent megtorpedózta az E23 brit tengeralattjáró, de a csatahajót csak csekély károk érték amiket hamar sikerült kijavítani. 1918-ban a Westfalent és a Rheinlandot a Hochseeflotte állományából áthelyezték a Balti-tengerre, hogy segítsék az orosz uralom ellen lázadó finneket. Április 11-én 07:30 körül a Rheinland zátonyra futott az Åland-szigeteknél. Ágyúkat, övpáncélzatot és szenet távolítottak el róla (összesen 6000 tonnát), hogy elég könnyűvé váljon és elszabadulhasson a zátonyról. A mentési munkálatokat július 9-én fejezték be. A Rheinlandot már nem hozták rendbe és ezt követően barakkhajóként szolgált Kielben.
Az első világháború után a König-, a Kaiser- és a Bayern-osztály 11 csatahajóját, mind az 5 csatacirkálót valamint számos könnyűcirkálót és rombolót internáltak Scapa Flow-ban, míg sorsukról nem döntöttek a párizsi béketárgyalásokon. 
A Nassau- és Helgoland-osztály csatahajó nem kerültek internálásra és Németországban maradhattak. Miután az internált flotta hajóit a személyzetük elsüllyesztette, e két hajóosztály egységeit is kikérték helyettesítendő az elsüllyesztett hadihajókat. Az osztozkodásban a Nassau Japánhoz került, Nagy-Britannia a Westfalent kapta meg, míg a Posent és a Rheinlandot közvetlenül adták el dordrechti hajóbontóknak. 1920 és 1924 között a Westfalent Birkenheadben, az osztály másik három egységét a hollandiai Dordrechtben bontották le.

## Fordítás
- Ez a szócikk részben vagy egészben  a   Nassau-class battleship című angol Wikipédia-szócikk ezen változatának fordításán alapul.  Az eredeti cikk szerkesztőit annak laptörténete sorolja fel. Ez a jelzés csupán a megfogalmazás eredetét és a szerzői jogokat jelzi, nem szolgál a cikkben szereplő információk forrásmegjelöléseként.
- Ez a szócikk részben vagy egészben  a   Nassau-Klasse című német Wikipédia-szócikk ezen változatának fordításán alapul.  Az eredeti cikk szerkesztőit annak laptörténete sorolja fel. Ez a jelzés csupán a megfogalmazás eredetét és a szerzői jogokat jelzi, nem szolgál a cikkben szereplő információk forrásmegjelöléseként.
- Ez a szócikk részben vagy egészben  a   SMS Nassau című angol Wikipédia-szócikk ezen változatának fordításán alapul.  Az eredeti cikk szerkesztőit annak laptörténete sorolja fel. Ez a jelzés csupán a megfogalmazás eredetét és a szerzői jogokat jelzi, nem szolgál a cikkben szereplő információk forrásmegjelöléseként.

### Internetes források
- DiGiulian, Tony: German 28 cm/45 (11") SK L/45. NavWeaps.com, 2007. április 19. (Hozzáférés: 2009. március 7.)